# Csárdás
Csárdás (por vezes grafado como czardas) é um dança tradicional húngara, viva e alegre, normalmente acompanhada por um conjunto de violinos. Também se pode designar por csárdás ou czardas apenas a música. São famosas as Czardas de Monti.
O é nome derivado de Csárda (termo Húngara de taberna). Originou-se na Hungria e foi popularizada pela música cigana (Cigány) bandas na Hungria e terras vizinhas da Sérvia, Eslováquia, Eslovénia, Burgenland, Croácia, Ucrânia Transilvânia e da Morávia, bem como entre os búlgaros Banat, incluindo aqueles na Bulgária.

## História
O Csárdás é caracterizada por uma variação no tempo: ele começa lentamente (lassú) e termina em um ritmo muito rápido (Friss, literalmente, "fresco"). Existem variações outro tempo, Csárdás ritka chamado, Csárdás suru e Csárdás szökős. A música está em 2 / 4 ou 4 / 4 tempo. Os bailarinos são do sexo masculino e feminino, com as mulheres vestidas de saias larga tradicionais, geralmente de cor vermelha, que formam uma forma distinta quando turbilhão.
Compositores clássicos que têm usado temas Csárdás em suas obras incluem Emmerich Kálmán, Franz Liszt, Johannes Brahms, Léo Delibes, Johann Strauss, Pablo de Sarasate, Piotr Ilitch Tchaikovski e outros. Provavelmente o Csárdás mais conhecido é a composição por Vittorio Monti escrita para violino e piano. Esta peça virtuosística possui 7 variações de tempo. Uma gravação da música Monti foi feita por Freddie Martin and His Orchestra (Sussurrando: Gene Conklin) em Holywood em 06 de novembro de 1948. Foi lançado pela RCA Victor Records como o número de catálogo 20-3123 [3] e pela EMI no rótulo do seu mestre de voz como o número de catálogo B 9716. A música foi organizado pela Ballard.

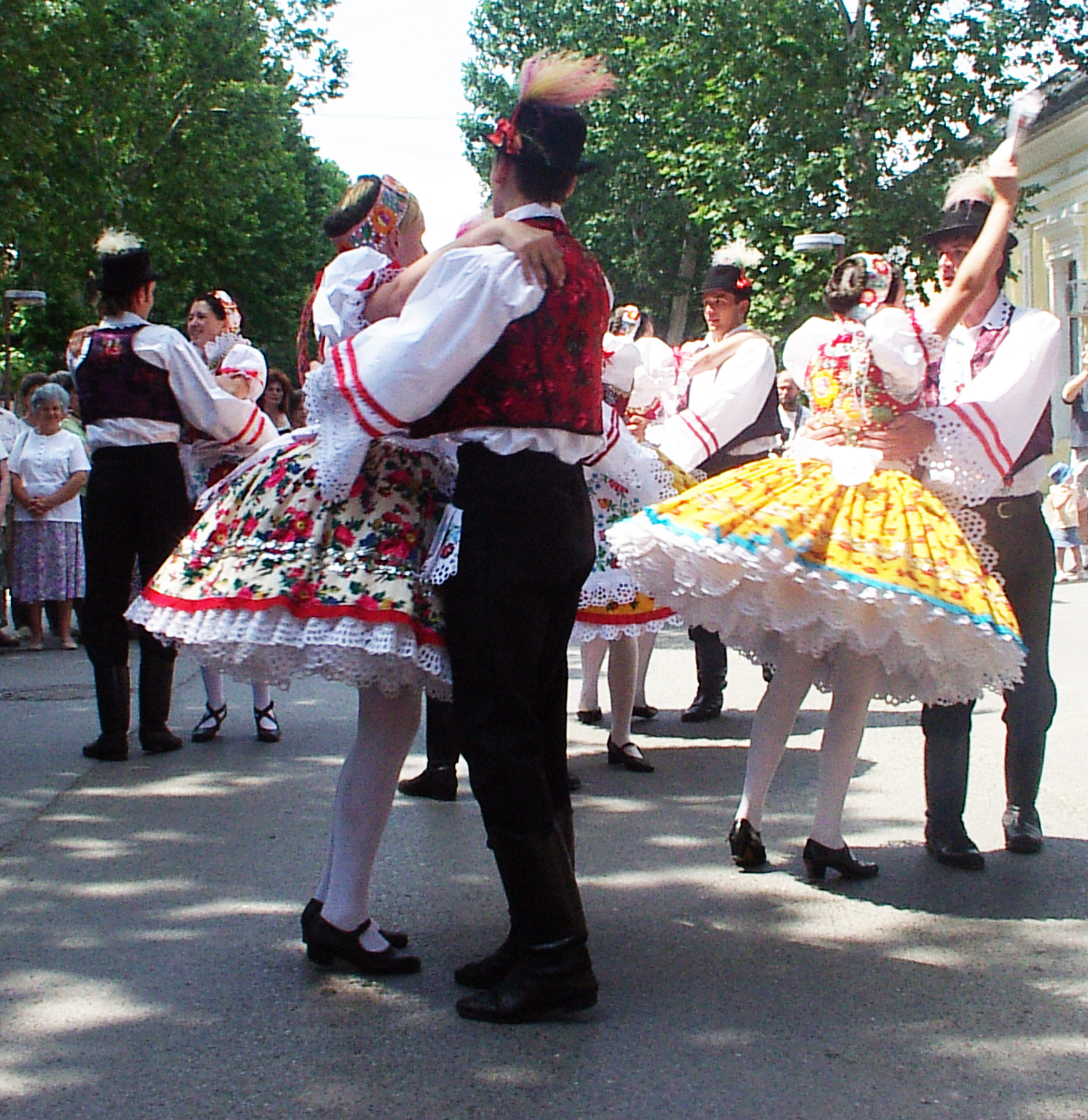
Húngaros na Vojvodina, bailando a csárdás.
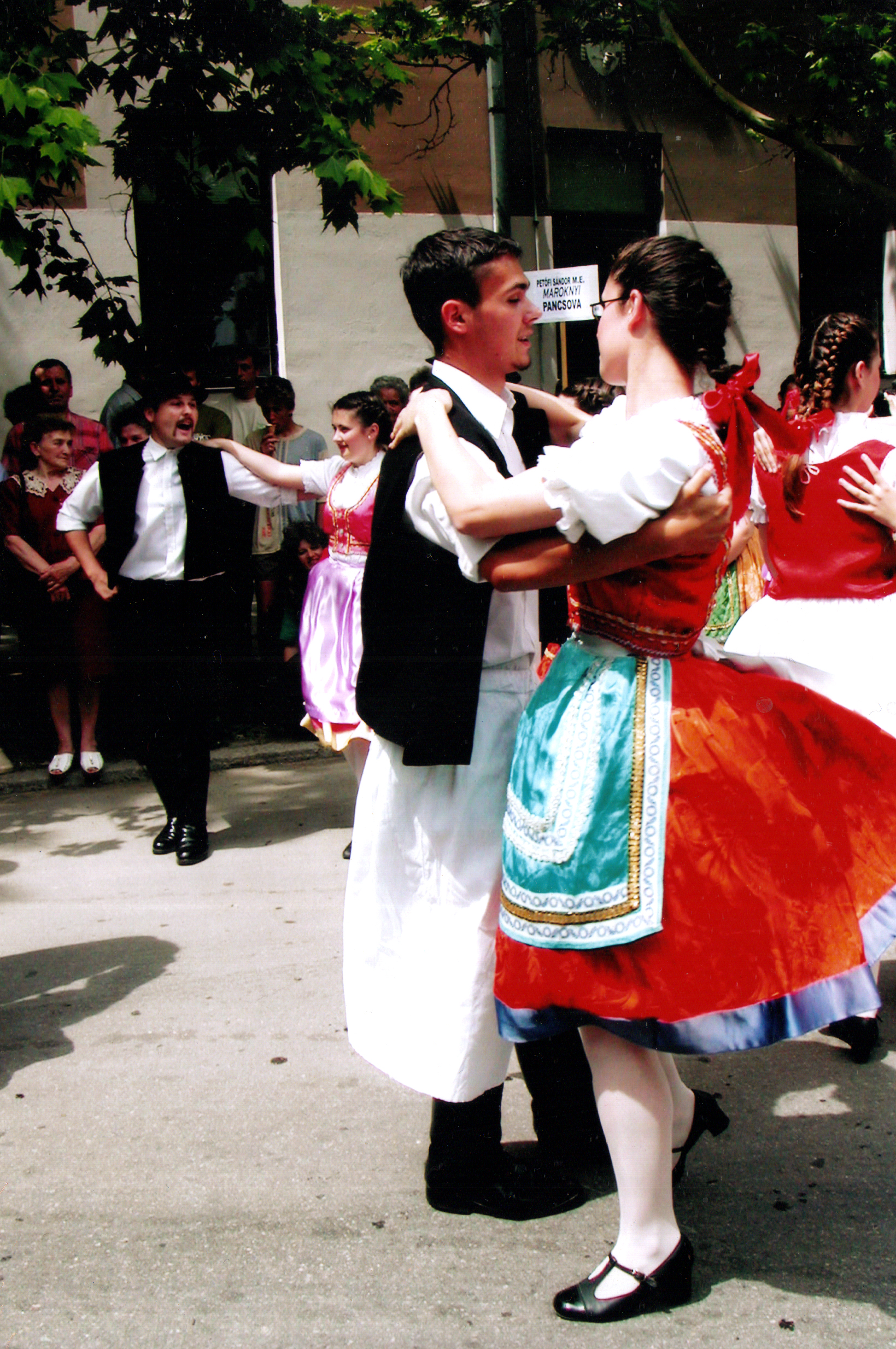
Húngaros em Skorenovac, bailando a csárdás.